# San Rocco (Pittoni)
San Rocco è un dipinto di Giambattista Pittoni, nella collezione permanente del Museo di belle arti (Budapest) in Ungheria..